# Sigaloseps conditus
Espèce
Sigaloseps conditus est une espèce de sauriens de la famille des Scincidae.

## Répartition
Cette espèce est endémique du Sud de Grande Terre en Nouvelle-Calédonie.

## Étymologie
Le nom spécifique conditus vient du latin conditus, caché, secret, en référence à l'existence insoupçonnée de cette espèce.

## Publication originale
- Sadlier, Bauer, Wood, Smith, Whitaker, Jourdan & Jackman, 2014 : Localized endemism in the southern ultramafic bio-region of New Caledonia as evidenced by the lizards in the genus Sigaloseps (Reptilia: Scincidae), with descriptions of four new species. Memoires du Museum National d'Histoire Naturelle, vol. 206, p. 79-113.